# 大手私鐵
大手私鐵（日语：／ ōte shi-tetsu */?），意即大型私鐵業者，是日本民營鐵道事業者（私鐵）的分類之一，又名大手民鐵；目前根據日本民營鐵道協會的資料，總數有16家。依據日本國土交通省鐵道局用作統計資料時的鐵路業者規模區分，分類分別有大手私鐵、準大手私鐵、中小私鐵三種。從國鐵分割民營化出來的JR集團各公司雖為民營或公有民營機構、且其各公司營業長度均遠超過私鐵，但不列為大手私鐵。大手私鐵主要集中在東京、大阪、名古屋、福岡這四大都市圈。 

## 背景
1949年12月1日，京阪電氣鐵道由京阪神急行電鐵分離，京阪成為大手私鐵，當時共有14社。至相模鐵道昇格至大手私鐵的1990年5月間約41年皆保持在14社體制。至2004年，原為公法人機構的帝都高速度交通營團公司化成為東京地下鐵（東京Metro），正式加入大手私鐵行列，但是國土交通省的文書資料上，於營團時代就已將其算作大手私鐵。至於2018年從大阪市交通局民營化而來的大阪市高速電氣軌道（Osaka Metro），其營運規模達大手私鐵標準，但非日本民营铁道协会成员，因此仍被视为中小私铁。
營運規模接近大手私鐵的中小私鐵業者，被歸類為準大手私鐵（／ jyun ōte shi-tetsu），總數有3家。

## 大手私鐵列表
（備註：括弧内為一般所使用的簡稱）
- 關東地方（首都圈）共9個
  - 東武鐵道（東武）- 若以公司登記成立（1897年）而言，為日本歷史最悠久的私鐵業者
  - 西武鐵道（西武）
  - 京成電鐵（京成）
  - 京王電鐵（京王）
  - 小田急電鐵（小田急）
  - 東急電鐵（東急）
  - 京濱急行電鐵（京急）
  - 東京地下鐵（東京Metro）- 2004年4月1日起編入（目前唯一純官方資本的大手私鐵）
  - 相模鐵道（相鐵）- 1990年5月31日起編入

- 中部地方（中京圈）共1個
  - 名古屋鐵道（名鐵）- 雖然中部地方只有一家大手業者，但規模在日本三大之一

- 近畿地方（京阪神）共5個
  - 近畿日本鐵道（近鐵）- 目前日本規模最大的私鐵業者；部分路線位於中部地方的三重縣和愛知縣
  - 南海電氣鐵道（南海）- 若以純民營及營運路線通車（1885年）而言，為日本歷史最悠久的私鐵業者
  - 京阪電氣鐵道（京阪）
  - 阪急電鐵（阪急）
  - 阪神電氣鐵道（阪神）

- 九州地方（北九州·福岡大都市圈）共1個
  - 西日本鐵道（西鐵）- 唯一位於九州的大手業者

## 準大手私鐵列表
- 近畿地方（京阪神）共3個
  - 北大阪急行電鐵（北急）
  - 神戶高速鐵道（神戶高速） - 第三種鐵道事業者
  - 山陽電氣鐵道（山陽）
- 過去的準大手私鐵
  - 相模鐵道（相鐵） - 1990年5月31日起改属大手私鐵
  - 神戶電鐵（神鐵） - 2005年4月1日起改属中小私鐵
  - 新京成電鐵（新京成）- 2025年4月1日被京成電鐵吸收合併
  - 泉北高速鐵道（泉北高速、泉北） - 2025年4月1日被南海電氣鐵道吸收合併

## 外部連結
- Mintetsu Web（社團法人 日本民營鐵道協會）